# Bogdaniec (gmina)
Bogdaniec – gmina w województwie lubuskim, w powiecie gorzowskim ziemskim. W latach 1975–1998 gmina położona była w województwie gorzowskim.
Siedzibą gminy jest Bogdaniec, położony 5 km na zachód od granic administracyjnych Gorzowa Wielkopolskiego. Gmina leży na szlaku komunikacyjnym Berlin-Kostrzyn nad Odrą-Gorzów Wielkopolski-Królewiec (droga wojewódzka nr 132 – dawny przebieg drogi krajowej nr 22 i dalej od Gorzowa Wlkp. droga krajowa nr 22), przebiegającym szlakiem dawnej Reichsstrasse nr 1 z Berlina do Królewca oraz przy linii kolejowej nr 203.
30 czerwca 2004 gminę zamieszkiwało 6598 osób.

## Struktura powierzchni
Według danych z roku 2002 gmina Bogdaniec ma obszar 112,12 km², w tym:
- użytki rolne: 68%
- użytki leśne: 21%

Gmina stanowi 9,28% powierzchni powiatu.

## Demografia
Dane z 30 czerwca 2004:
| Opis                              | Ogółem | Ogółem | Kobiety | Kobiety | Mężczyźni | Mężczyźni |
| --------------------------------- | ------ | ------ | ------- | ------- | --------- | --------- |
| jednostka                         | osób   | %      | osób    | %       | osób      | %         |
| populacja                         | 6598   | 100    | 3329    | 50,5    | 3269      | 49,5      |
| gęstość zaludnienia (mieszk./km²) | 58,8   | 58,8   | 29,7    | 29,7    | 29,2      | 29,2      |

- Piramida wieku mieszkańców gminy Bogdaniec w 2014 roku[1].

## Historia
Osadnictwo pierwotne na terenie obejmującym gminę koncentrowało się głównie na wyższych niezalewanych przez Wartę terenach, wzdłuż krawędzi pradoliny, tj. wzdłuż drogi Gorzów – Kostrzyn, a także w mniejszym stopniu w sąsiedztwie wsi Racław i Stanowice na wysoczyźnie gorzowskiej. W okresie średniowiecza, na najkorzystniejszych dla osadnictwa terenach obecnej gminy, powstały najstarsze tutaj wsie: Jenin, Łupowo, Racław i Stanowice (XIII w.). Mieszkańcy znajdowali na wysoczyźnie pola pod uprawę zbóż, a w dolinie łąki na paszę dla bydła. Mieli prawo łowiectwa i zbieractwa na terenie zalewowym.
Początek kolonizacji, na tym odcinku pradoliny toruńsko-eberswaldzkiej, można określić na 1686 rok, kiedy to z inicjatywy władz miejskich Gorzowa, założono wieś Chwałowice (Landsberg Hollander). W 1726 r. powstały kolejne wsie: Jeninek, Podjenin oraz Jeniniec.

## Zabytki gminy
Bogdaniec:
- Muzeum Budownictwa i Techniki Wiejskiej, obecnie siedziba Muzeum Lubuskiego im.Jana Dekerta w Gorzowie Wlkp. "Zagroda młyńska" w Bogdańcu znajdujące się w zabytkowym młynie z 1826 roku wzniesionym w konstrukcji szkieletowej. Muzeum mieści w swoich wnętrzach rekonstrukcję mieszkania młynarza, narzędzia i maszyny związane z produkcją chleba i mąki. Ciekawa jest również kolekcja młynków. W położonych nieopodal budynkach gospodarczych obejrzeć można kuźnię oraz kolekcję wozów,bryczek i sań.

Warto tu zajrzeć, by obejrzeć wnętrze domu młynarza, sprawne urządzenia do mielenia zboża oraz niespotykaną kolekcję młynków. Dla tej miejscowości warto poświęcić więcej czasu i sił by przemierzyć4 km ścieżką spacerowo-edukacyjną i dowiedzieć się o "ptasim budziku" w wędrówkach drzew rezerwatu Bogdaniec III czy mieszkańcach kop chrustu.
Jenin:
- Kościół klasycystyczny według projektu Papritza.

Łupowo:
- Kościół neobarokowy, murowany z cegły i otynkowany. Wieża szachulcowa zwieńczona hełmem z latarnią zakończoną wiatrowskazem,

na którym widnieje data: 1909. Cmentarz protestancki.
Stanowice:
- Kościół z XV wieku, odnowiony w 1771 roku (dobudowanie barokowej kaplicy i szachulcowej wieży)
- Klasycystyczny pałac z dwoma neobarokowymi skrzydłami i wieżą. Nieopodal park krajobrazowy z aleją grabową.

Racław:
- Kościół neogotycki z 1863 roku, wzniesiony z granitu, z ceglaną wieżą
- Dwór neoklasycystyczny z 1901 r.

Jasiniec:
- Murowany kościół neogotycki z 1896 roku

Chwałowice:
- Kościół o konstrukcji ryglowej, z muru pruskiego, wybudowany 1790 r. Pierwotnie kościół obiegały trzy empory, do dziś zachowała się tylko jedna. Wewnątrz późnobarokowy ołtarz z końca XVIII wieku. Obok kościoła drewniana dzwonnica z końca XIX wieku.

Podjenin, Jeniniec i Jeninek "Genninschces Hollender":
- W Podjeninie znajduje się gotycki kościół pod wezwaniem Wniebowzięcia Najświętszej Maryi Panny

Włostów:
- Kościół o konstrukcji szachulcowej z 1800 roku, z drewnianą dzwonnicą z XIX wieku, przebudowany w latach 1974-1975 pod wezwaniem św.Józefa.

## Kultura
- Bogdaniecki Azyl Artystyczny organizowany w noc świętojańską, podczas którego obywa się prezentacja młodego środowiska artystycznego regionu gorzowskiego i zaprzyjaźnionej gminy niemieckiej. Główną atrakcją jest wspólne ognisko i puszczanie wianków na wodę. Rowerowy Rajd Przyjaźni. Organizowany corocznie od 2001 r. zarówno po stronie polskiej jak i niemieckiej w ramach współpracy z gminą Petershagen/Eggersdorf. Rowerzyści pokonują odległość 100 km dzielącą obie gminy.

- Święto Pieczonego Ziemniaka. Organizowane corocznie w miejscowości Jeniniec, wieńcząca całoroczny trud pracy rolnika. W tym dniu prezentują oni największe i najciekawsze okazy płodów rolnych. Atrakcją festynu są różnorodne potrawy z ziemniaków. Impreza ma również charakter rekreacyjno – sportowy.

- Żużlowy Puchar. Na minitorze w Stanowicach od 6 lat odbywa się Turniej Grand Prix o Puchar Wójta Gminy oraz Mikołajkowy Turniej rozgrywany w pięknej zimowej scenerii. Większa część gminy Bogdaniec leży na obszarze pradolin toruńsko- eberswaldzkiej, przebiegającej w kierunku wschód zachód osiągającej pod Gorzowem Wielkopolskim szerokość 22 km. Część północna Gminy to teren górzysty, południowa to teren równinny z licznymi kanałami, przecinającymi żyzne pola. Nie ma w zachodniej Polsce drugiej Gminy o tak odmiennych krajobrazach.

## Ochrona przyrody
Na obszarze gminy znajdują się następujące rezerwaty przyrody:
- rezerwat przyrody Bogdanieckie Cisy – chroni pozostałości lasów łęgowych w postaci kęp starych drzewostanów, dla zachowania ich unikatowych zasobów genowych oraz miejsc lęgowych ptaków wodno-błotnych;
- rezerwat przyrody Bogdanieckie Grądy – chroni fragment lasu o charakterze grądu środkowoeuropejskiego w stanie zbliżonym do naturalnego;
- rezerwat przyrody Dębowa Góra – chroni fragment grądu środkowoeuropejskiego, w stanie zbliżonym do naturalnego.

## Turystyka i wypoczynek
- Pomniki przyrody

– dąb szypułkowy w wieku ponad 250 lat, o obwodzie pnia 527 cm i wysokości 25 m – w Nadleśnictwie i Obrębie Bogdaniec, oddział 237h.
- Szlaki piesze

– Ścieżki przyrodniczo-dydaktyczne (leśne)
W 1996 r. na terenie Nadleśnictwa Bogdaniec, Leśnictwa Motylewo została wytyczona ścieżka spacerowo-edukacyjna "Bogdaniec" o długości 4 km. Początek ścieżki przy siedzibie Nadleśnictwa, przebiega przez teren Muzeum Techniki Wiejskiej w Bogdańcu, następnie przez Rezerwaty Bogdaniec III. Ścieżka jest wyposażona w wiatę do odpoczynku, tablice informacyjne, ławki, miejsce na ognisko oraz salę edukacyjną (usytuowaną przy Nadleśnictwie), w której znajduje się sprzęt do prowadzenia wykładów, prelekcji, urządzania wystaw i ekspozycji.
- Szlaki rowerowe

Szlak nr 4a- niebieski – długości 19,2 km – Gorzów – Chróścik – Racław – Bogdaniec (wzgórza morenowe, kompleksy leśne, długie zjazdy z pięknymi zakosami drogi wśród lasów bukowych o typowo górskim charakterze).
Szlak 4b – niebieski – długości 27,8 km – Gorzów Wlkp.- Wieprzyce – dolina Warty – Gostkowice – Bogdaniec, szlak w dużej części wiodący wałem przeciwpowodziowym nad Wartą, gdzie można zaobserwować niemal o każdej porze roku kaczki, gęsi, rybitwy.
Szlak nr 5 – czarny – potem zielony i żółty – długości 38,2 km wiodący przez Gorzów Wlkp. – Kłodawa – Mironice – Santocko – jezioro Marwicko – Wysoka – Lubno – Stanowice – Bagdaniec (zróżnicowany przyrodniczo, krajobrazowo i krajoznawczo).
Szlak nr 8 – zielony – długości 16,2 km Stanowice – Racław – Łupowo – Chwałowice – Lubczyno bardzo ciekawy historycznie i różnorodny przyrodniczo.

## Współpraca międzynarodowa
Gmina partnerska : Petershagen/Eggersdor (Niemcy) – http://www.doppeldorf.de/

## Sołectwa
Bogdaniec, Chwałowice, Gostkowice, Jasiniec, Jenin, Jeninek, Jeniniec, Jeże, Jeżyki, Krzyszczyna, Krzyszczynka, Kwiatkowice, Lubczyno, Łupowo, Motylewo, Podjenin, Racław, Roszkowice, Stanowice, Wieprzyce, Włostów.

## Sąsiednie gminy
Deszczno, Gorzów Wielkopolski, Krzeszyce, Lubiszyn, Witnica